# Halowe Mistrzostwa Świata w Lekkoatletyce 1995 – bieg na 1500 m mężczyzn
Bieg na 1500 m mężczyzn – jedna z konkurencji rozgrywanych podczas halowych mistrzostw świata w lekkoatletyce w 1995. Eliminacje miały miejsce 10 marca, finał zaś odbył się 11 marca.
Udział w tej konkurencji brało 22 zawodników z 18 państw. Zawody wygrał reprezentant Maroka Hicham El Guerrouj. Drugą pozycję zajął zawodnik z Hiszpanii Mateo Cañellas, trzecią zaś reprezentujący Stany Zjednoczone Erik Nedeau.

## Wyniki

### Eliminacje
Bieg 1
| Miejsce | Zawodnik            | Państwo           | Wynik   | Uwagi |
| ------- | ------------------- | ----------------- | ------- | ----- |
| 1.      | Hicham El Guerrouj  | Maroko            | 3:42,72 |       |
| 2.      | Niall Bruton        | Irlandia          | 3:43,00 |       |
| 3.      | Dominique Löser     | Niemcy            | 3:43,05 |       |
| 4.      | Mateo Cañellas      | Hiszpania         | 3:43,13 |       |
| 5.      | Wiaczesław Szabunin | Rosja             | 3:43,17 |       |
| 6.      | Anthony Whiteman    | Wielka Brytania   | 3:44,24 |       |
| 7.      | Simon Vroemen       | Holandia          | 3:45,20 |       |
| 8.      | José Valente        | Brazylia          | 3:46,18 |       |
| 9.      | Jason Pyrah         | Stany Zjednoczone | 3:48,28 |       |
| 10.     | Massimo Pegoretti   | Włochy            | 3:51,17 |       |
| –       | João N’Tyamba       | Angola            | DNS     |       |

Bieg 2
| Miejsce | Zawodnik            | Państwo           | Wynik   | Uwagi |
| ------- | ------------------- | ----------------- | ------- | ----- |
| 1.      | Rüdiger Stenzel     | Niemcy            | 3:42,38 |       |
| 2.      | Fermin Cacho        | Hiszpania         | 3:45,05 |       |
| 3.      | Marcus O’Sullivan   | Irlandia          | 3:45,27 |       |
| 4.      | Erik Nedeau         | Stany Zjednoczone | 3:46,05 |       |
| 5.      | Raszid al-Basir     | Maroko            | 3:47,03 |       |
| 6.      | Brian Treacy        | Wielka Brytania   | 3:47,18 |       |
| 7.      | Patrik Johansson    | Szwecja           | 3:49,81 |       |
| 8.      | Ali Hakimi          | Tunezja           | 3:50,96 |       |
| 9.      | Francis Munthall    | Malawi            | 3:58,23 |       |
| –       | Andrea Giocondi     | Włochy            | DNF     |       |
| –       | Mahdi Abudlla Eldin | Sudan             | DSQ     |       |

### Finał
| Miejsce | Zawodnik            | Państwo           | Wynik   | Uwagi |
| ------- | ------------------- | ----------------- | ------- | ----- |
| 01 !    | Hicham El Guerrouj  | Maroko            | 3:44,54 |       |
| 02 !    | Mateo Cañellas      | Hiszpania         | 3:44,85 |       |
| 03 !    | Erik Nedeau         | Stany Zjednoczone | 3:44,91 |       |
| 4.      | Niall Bruton        | Irlandia          | 3:45,05 |       |
| 5.      | Wiaczesław Szabunin | Rosja             | 3:45,40 |       |
| 6.      | Fermin Cacho        | Hiszpania         | 3:45,46 |       |
| 7.      | Rüdiger Stenzel     | Niemcy            | 3:45,64 |       |
| 8.      | Dominique Löser     | Niemcy            | 3:46,09 |       |
| 9.      | José Valente        | Brazylia          | 3:46,71 |       |
| 10.     | Marcus O’Sullivan   | Irlandia          | 3:47,02 |       |
| 11.     | Anthony Whiteman    | Wielka Brytania   | 3:47,50 |       |
| 12.     | Simon Vroemen       | Holandia          | 3:48,39 |       |